# 篁龍士
篁龍士（たかむらりゅうし）とは、日本のイラストレーターのこと。旧名はＷｅｙ（ウェイ）。

## 参加作品

### 挿絵
- マンイーター（吉村夜）
- レブリガン・ド・レコール　今宵、すべての悪党たちに（日昌晶）
- 桜の下にカミは眠る―ジオメトリック・シェイパー（紙谷龍生）
- 百鬼夜行にカミは笑う―ジオメトリック・シェイパー（紙谷龍生）

### トレーディングカードゲーム
- モンスターコレクション

### ＰＳソフト
- すべてがFになる　～THE PERFECT INSIDER ～